# Nati nel 1169
| Questa pagina contiene informazioni ricavate automaticamente dalle voci biografiche con l'ausilio del template Bio e di un bot. L'aggiornamento è periodico e automatico e ricostruisce completamente la pagina. Se manca una persona in questa lista, sei pregato di non aggiungerla, ma accertati piuttosto che la sua voce biografica contenga il template Bio e che i dati anagrafici siano correttamente compilati. Se il template Bio manca, inseriscilo tu stesso o, in alternativa, metti l'avviso {{tmp\|Bio}} che ne segnala la mancanza. Se i dati riportati sono sbagliati, correggi direttamente la voce biografica; le modifiche saranno visibili in questa lista entro pochi giorni. Per chiarimenti vedi il progetto biografie. La lista contiene solo le 7 persone che sono citate nell'enciclopedia e per le quali è stato implementato correttamente il template Bio. Pagina aggiornata al 13 gen 2025. |

- 14 settembre - Alessio II Comneno, imperatore bizantino († 1183)
- Teodoro Brana, nobile bizantino
- Muhammad II di Corasmia, sovrano († 1220)
- Nasu no Yoichi, militare giapponese († 1232)
- Taira no Atsumori, militare giapponese († 1184)
- Kujō Yoshitsune, poeta giapponese († 1206)
- Al-Malik al-Afdal 'Ali, re curdo († 1225)